# Heinemannia
Heinemannia är ett släkte av fjärilar som beskrevs av Maximilian Ferdinand Wocke 1876. Heinemannia ingår i familjen märgmalar, Parametriotidae.

## Dottertaxa tillHeinemannia, i alfabetisk ordning[1][2]
| Heinemannia albidorsella |  |                        |  |  |
| Heinemannia festivella   |  | Vitgul lövängsbrokmal  |  |  |
| Heinemannia laspeyrella  |  | Klargul lövängsbrokmal |  |  |